# Reid Hoffman
Reid Garrett Hoffman CBE (sinh ngày 5 tháng 8 năm 1967) là một doanh nhân internet, nhà đầu tư mạo hiểm và tác giả người Mỹ. Hoffman là người đồng sáng lập và chủ tịch điều hành của LinkedIn, một định hướng kinh doanh mạng xã hội được sử dụng chủ yếu cho mạng chuyên nghiệp. Anh hiện là đối tác tại công ty đầu tư mạo hiểm Greylock Partners. Trong danh sách Forbes năm 2019 của các tỷ phú thế giới, Hoffman được xếp hạng #1349 với giá trị ròng 1,8 tỷ đô la Mỹ.

## Tiểu sử
Hoffman sinh ra tại Palo Alto, California, mẹ là Deanna Ruth (Rutter) và cha là William Parker Hoffman, Jr., và lớn lên ở Berkeley, California. Ông cố của ông nội là Theophilus Adam Wylie, một mục sư Trưởng lão Kitô giáo và hiệu trưởng lâm thời Đại học Indiana. Chú (bác) của ông, Eric Hoffman, là một nhà văn.